# Liolaemus etheridgei
Liolaemus etheridgei este o specie de șopârle din genul Liolaemus, familia Tropiduridae, descrisă de Laurent 1998. Conform Catalogue of Life specia Liolaemus etheridgei nu are subspecii cunoscute.